# الموتى السائرون (الموسم 1)
الموسم الأول من مسلسل الموتى السائرون، مسلسل رعب ودراما أمريكي عرض على قناة «أي إم سي» في 31 أكتوبر، 2010، استمر لستة حلقات حتى 5 ديسمبر، 2010. من تطوير فرانك دارابونت مبني على قصة الكتب المصورة بنفس العنوان.

## الممثلين والشخصيات

### شخصيات رئيسية
- أندرو لينكولن بدور ريك غرايمس بطل المسلسل، شرطي سابق من مقاطعة كينغ، في ولاية جورجيا.
- جون بيرنثال بدور شاين والش، صديق ريك المقرب منذ المدرسة الثانوية وزميله السابق في العمل.
- سارة واين كوليز بدور لوري غرايمس، زوجة ريك ووالدة كارل.
- لوري هولدن بدور أندريا، محامية حقوق مدنية سابقة وأخت أيمي الكبرى.
- جيفري ديمون بدور دايل هورفاث.
- ستيف يون بدور غلين ري، فتى توصيل بيتزا سابق.
- تشاندلر ريغس بدور كارل غرايمس، أبن ريك ولوري.

### شخصيات ثانوية
- إيما بيل بدور أيمي، أخت أندريا الصغرى.
- آيروني سينغلتون بدور ثيودور «تي دوغ» دوغلاس، أحد الناجين من أتلانتا.
- جيرل بريسكوت سايلز بدور جاكي.
- أندرو روثنبيرغ بدور جيم.
- خوان غابرييل باريخا بدور موراليس.
- نوررمان ريديس بدور ديرل ديكسون.
- ميليسا مكبرايد بدور كارول بيليتير، صديقة لوري المقربة منذ بدأ الأحداث.
- ماديسون لينتز بدور صوفيا بيليتير، ابنة إد وكارول.
- آدم ميناروفيتش بدور إد بيليتير، زوج كارول ووالد صوفيا.
- مادي لوماكس بدور إليزا موراليس.
- فيفيانا تشافيس-فيغا بدور ميراندا موراليس.
- نواه لوماكس بدور لوي موراليس، ابن موراليس وميراندا.
- مايكل روكر بدور ميرل ديكسون، عسكري سابق ومدمن مخدرات وأخ ديرل الأكبر.
- نواه إمريك بدور الدكتور إدوين جينير.

## الحلقات
طالع أيضاً: قائمة حلقات الموتى السائرون
| التسلسل الإجمالي | تسلسل الموسم | عنوان الحلقة            | إخراج               | كتابة                                          | تاريخ العرض    | عدد المشاهدين (بالمليون) |
| --- | ------------ | ----------------------- | ------------------- | ---------------------------------------------- | -------------- | ------------------------ |
| 1 | 1            | «أيامٌ مضت»              | فرانك دارابونت      | فرانك دارابونت                                 | 31 أكتوبر 2010 | 5.35                     |
| يستيقظ الشرطي ريك غرايمس من غيبوبة إثر إصابتهُ بطلق ناري أثناء تأدية الواجب، ليجد العالم مدمراً والموتى يجولون الشوارع. بعد أن يلتقي بالناجي مورغان جونز وابنه دواين يُقرر ريك الذهاب إلى أتلانتا ليبحث عن زوجتهُ لوري وابنهُ كارل. |              |                         |                     |                                                |                |                          |
| 2 | 2            | «أحشاء»                 | ميشيل ماكلارين      | فرانك دارابونت                                 | 7 نوفمبر 2010  | 4.71                     |
| يحاصر ريك بجموعة من الموتى السائرون، ينقذهُ مجموعة من الناجين يقودهم غلين. تجبر المجموعة على ترك حقيبة ريك المليئة بلأسلحة، كما يتركون ميرل في أعلى البناية.                                                                    |              |                         |                     |                                                |                |                          |
| 3 | 3            | «تحدث مع الضفادع»       | غوينيث هوردر-بايتون | تشارلز إتش. إيغلي وجاك لوغايدس وفرانك دارابونت | 14 نوفمبر 2010 | 5.07                     |
| يذهب ريك مع غلين إلى معسكر المجموعة حيث يلتقي بزوجته لوري وإبنه كارل وصديقه وزميله السابق في العمل شاين. |              |                         |                     |                                                |                |                          |
| 4 | 4            | «الرفاق»                | يوهان رينك          | روبرت كيركمان                                  | 21 نوفمبر 2010 | 4.75                     |
| تصتدم المجموعة بمجموعة آخرى من الناجين الذين يحمون داراً للمسنين، لكن ريك يتمكن من حل النزاع. |              |                         |                     |                                                |                |                          |
| 5 | 5            | «هجوم وايلدفاير»        | إرنست ديكرسون       | غلين مازارا                                    | 28 نوفمبر 2010 | 5.56                     |
| يقود «ريك» المجموعة إلى «مركز مكافحة الأمراض» بعد الهجوم، بينما يتعين على «جيم» اتخاذ قرار مصيري سيئ. |              |                         |                     |                                                |                |                          |
| 6 | 6            | «موضوع الاختبار رقم 19» | قاي فيرلاند         | آدم فيرو وفرانك دارابونت                       | 5 ديسمبر 2010  | 5.97                     |
| يسمح طبيب غريب إلى «ريك» والمجموعة بدخول «مركز مكافحة الأمراض»... لكن ليس كل ما يلمع ذهبًا في مأواهم الجديد. |              |                         |                     |                                                |                |                          |

## الإصدار المنزلي
صدر الموسم الأول من مسلسل الموتى السائرون على قرص مدمج (دي في دي وبلوراي) في الولايات المتحدة وكندا في 8 مارس، 2011، وفي 16 مايو، 2011، في المناطق الأخرى.

## وصلات خارجية
- الموقع الرسمي
- قائمة حلقات الموتى السائرون (الموسم 1)  على قاعدة بيانات الأفلام على الإنترنت